# Parc de Boramae (métro de Séoul)
Parc de Boramae (en coréen : 보라매공원역 et officiellement en anglais : Boramae Park) est une station de passage de la ligne Sillim du métro de Séoul. Elle est située au 722 Sindaebang-dong, dans l'arrondissement de Dongjak-gu à Séoul en Corée du Sud.
Ouverte en 2022, la station est desservie par les rames automatiques qui circulent sur la ligne.

## Situation sur le réseau

Plan du réseau (2023)

Établie en souterrain, la station de passage Parc de Boramae est située sur la ligne Sillim du métro de Séoul, entre la station Boramae, en direction du terminus nord Saetgang, et la station Hôpital de Boramae, en direction du terminus sud Gwanaksan.

## Histoire
La station Parc de Boramae est mise en service le 28 mai 2022, lors de l'ouverture à l'exploitation des 8,1 km de la ligne Sillim du métro de Séoul,.

## Services aux voyageurs

### Accès et accueil
Établie au 722 Sindaebang-dong la station dispose de deux niveaux en sous-sol : au niveau le plus profond se situe la station avec ses deux voies de la ligne plus la voie B2 et ses deux quais, un latéral et un central, équipés de portes palières. Deux ascenseurs, deux escaliers et deux escalier mécaniques, permettent les liaisons avec la mezzanine ou l'on trouve notamment les automates pour l'achat des titres de transport et les tourniquets de contrôle. Deux ascenseurs font directement le lien avec la surface ainsi que quatre escaliers mécaniques qui deux par deux permettent d'atteindre les deux accès/sorties, numérotés 1 et 2, situés en surface. Outre les ascenseurs, la station dispose de toilettes et d'une salle de soin pour les personnes en situation de handicap.

### Desserte
Parc de Boramae est desservie par les rames automatiques de la ligne Sillim.

Installations ligne Sillim
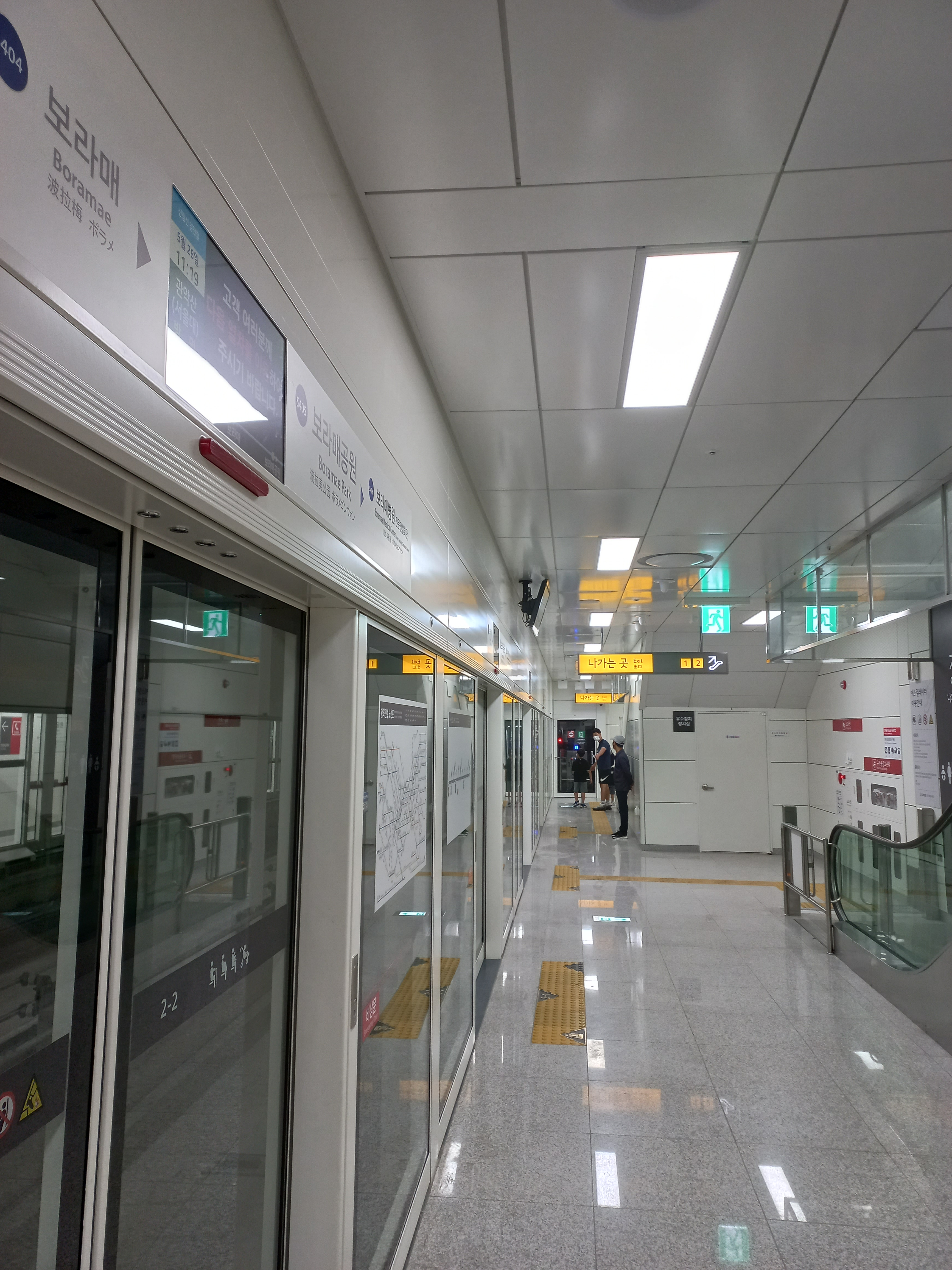
En 2022.
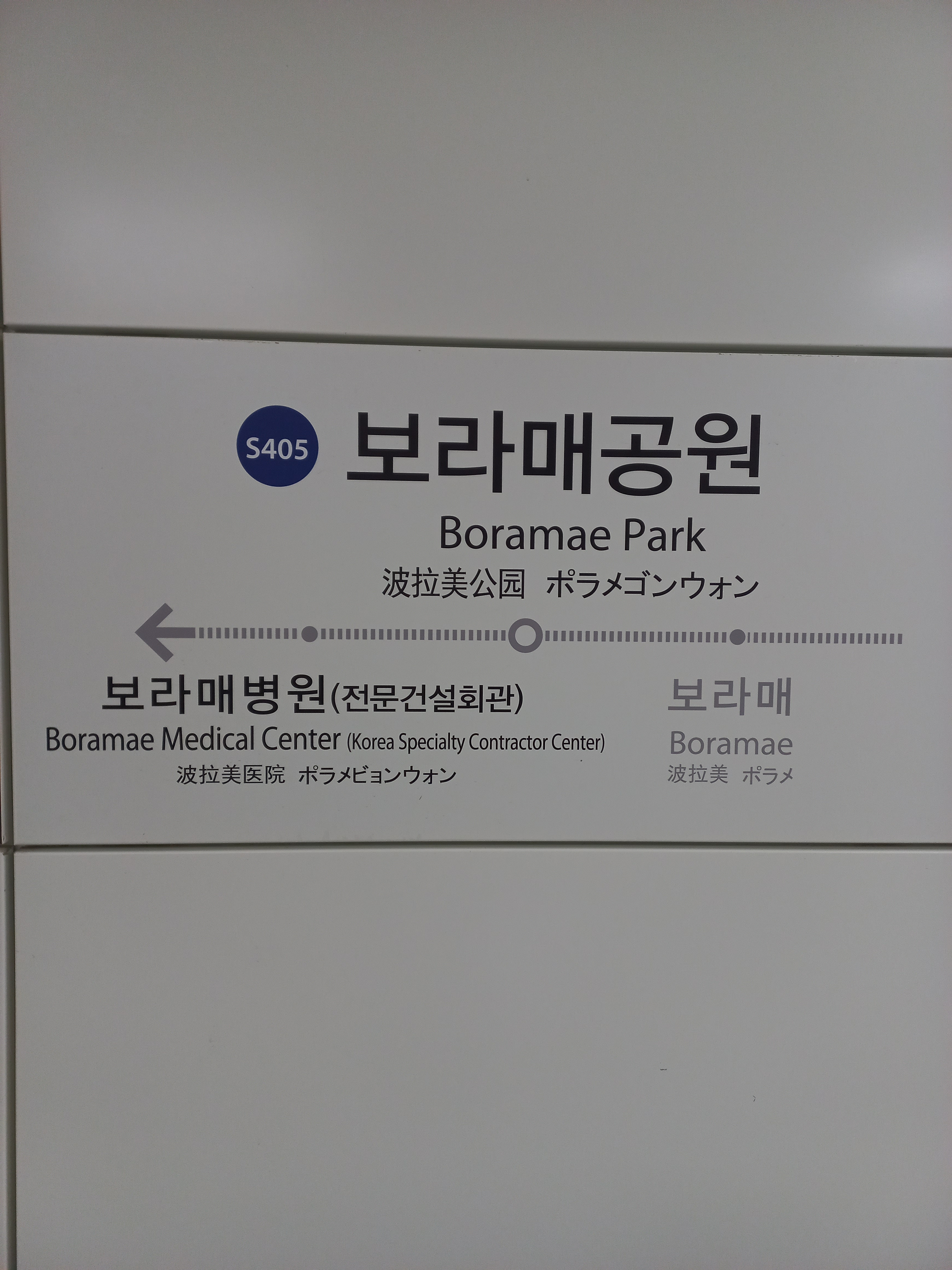
En 2022.
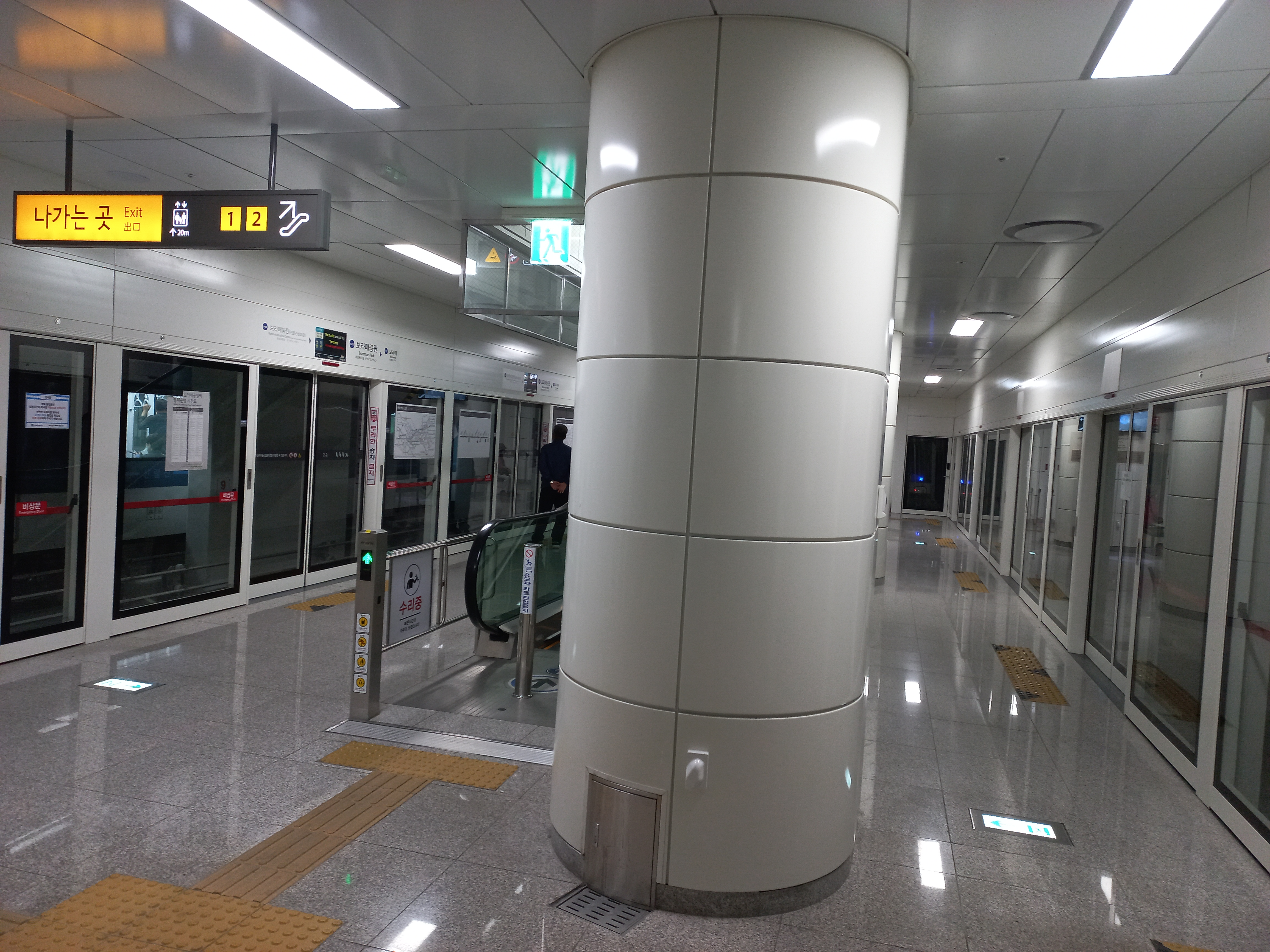
En 2023.

### Intermodalité
Des arrêts de bus sont situés à proximité des accès.

## À proximité
Elle dessert notamment le parc de Boramae.